# Alain Souchon
Alain Souchon, pseudonimo di Alain Kienast (Casablanca, 27 maggio 1944), è un cantautore francese.

## Biografia
Si è affermato nel 1973 vincendo il premio della critica e il premio della stampa al festival La Rose d'Or di Antibes con la canzone L'Amour 1830. Ha collaborato con vari artisti (in particolare Laurent Voulzy, ma anche Louis Chedid, Jane Birkin e altri). Noto anche come attore (L'estate assassina, di Jean Becker, del 1983), ha scritto il brano L'amour en fuite per l'omonimo film di François Truffaut (versione italiana L'amore fugge, 1979).

## Discografia

### Album studio
- 1974: J'ai dix ans
- 1976: Bidon
- 1977: Jamais content
- 1978: Toto 30 ans, rien que du malheur...
- 1980: Rame
- 1983: On avance
- 1985: C'est comme vous voulez
- 1989: Ultra moderne solitude
- 1990: Nickel
- 1993: C'est déjà ça
- 1999: Au ras des pâquerettes
- 2005: La Vie Théodore
- 2008: Écoutez d'où ma peine vient

### Live
- 1983: Olympia 83
- 1990: Nickel
- 1995: Défoule sentimentale
- 2002: J'veux du live

### Compilation
- 2001: Collection 1974-1983
- 2001: Collection 1984-2001
- 2007: 100 chansons (5 CD)

## Filmografia
- 1980: Je vous aime di Claude Berri
- 1981: Tout feu, tout flamme di Jean-Paul Rappeneau
- 1983: L'Été meurtrier (L'estate assassina) di Jean Becker
- 1984: Le vol du Sphinx di Laurent Ferrier
- 1985: L'homme aux yeux d'argent di Pierre Granier-Deferre
- 1987: Comédie! di Jacques Doillon
- 1988: Jane B. par Agnès V. di Agnès Varda
- 1990: La Fête des pères di Joy Fleury
- 1991: Pour Ushari Ahmed Mahmoud di Claire Denis
- 1991: Contre l'oubli di Patrice Chéreau
- 1998: Charité biz'ness di Thierry Barthes.

### Canzoni per colonne sonore
- L'Amour en fuite (L'amore fugge)
- Le Maître d'école
- Le Zèbre
- Comédie (con Jane Birkin)